# Diocèse de Homa Bay
Le diocèse de Homa Bay (en latin : Dioecesis Homa Bayensis) est un diocèse catholique du Kenya, suffragant de l'archidiocèse de Kisumu. 

## Territoire
Le diocèse comprend le comté de Homa Bay, dans la province de Nyanza du Kenya.
Son siège épiscopal est la ville de Homa Bay où se trouve la cathédrale Saint Paul.
Le territoire est subdivisé en 31 paroisses.

## Histoire
Le diocèse est créé le 18 octobre 1993, à partir de territoires du diocèse de Kisii.

## Évêques
- 18 octobre 1993-20 février 2002 : Linus Okok Okwach
- 20 février 2002-22 mars 2003 : siège vacant
- 22 mars 2003-15 novembre 2018 : Philip Anyolo (Philip Arnold Subira Anyolo), nommé archevêque de Kisumu

## Statistiques
| année | baptisés | population totale | pourcentage | prêtres (total) | prêtres séculiers | prêtres réguliers | catholiques par prêtre | diacres | religieux | religieuses | paroisses |
| ----- | -------- | ----------------- | ----------- | --------------- | ----------------- | ----------------- | ---------------------- | ------- | --------- | ----------- | --------- |
| 1999  | 346 033  | 1 600 000         | 21,6        | 35              | 26                | 9                 | 9 886                  |         | 31        | 369         | 22        |
| 2000  | 362 440  | 1 600 000         | 22,7        | 33              | 25                | 8                 | 10 983                 |         | 30        | 383         | 22        |
| 2001  | 333 694  | 1 600 000         | 20,9        | 37              | 28                | 9                 | 9 018                  |         | 30        | 402         | 21        |
| 2002  | 347 393  | 1 700 000         | 20,4        | 37              | 23                | 14                | 9 389                  |         | 35        | 165         | 24        |
| 2003  | 347 543  | 1 900 000         | 18,3        | 41              | 24                | 17                | 8 476                  |         | 39        | 172         | 27        |
| 2004  | 368 136  | 1 970 000         | 18,7        | 50              | 34                | 16                | 7 362                  |         | 39        | 173         | 27        |
| 2006  | 399 273  | 1 980 000         | 20,2        | 51              | 32                | 19                | 7 828                  |         | 37        | 198         | 25        |
| 2013  | 500 000  | 2 367 000         | 21,1        | 59              | 43                | 16                | 8 474                  |         | 32        | 186         | 31        |
| 2016  | 550 700  | 2 770 000         | 19,9        | 77              | 55                | 22                | 7 151                  |         | 41        | 188         | 32        |